# Rufina Alfaro (Panamá)
Rufina Alfaro es un corregimiento que forma parte del área metropolitana de la Ciudad de Panamá, y sus límites político-administrativos se circunscriben dentro del distrito de San Miguelito. Fue creado en el año 2000, siendo segregado del corregimiento José Domingo Espinar junto con el corregimiento Arnulfo Arias. Tiene una población cerca de los 43 mil habitantes.
La cabecera del corregimiento Rufina Alfaro es la comunidad de San Antonio. Incluye las comunidades de Cerro Viento (Rural), Altos de Cerro Viento (urbanización), Las Trancas, San Antonio, Villa Flor, Villa Internacional, Boulevard San Antonio, Ciudad Jardín San Antonio y Club de Golf de Panamá, además de otras comunidades que fueron creándose posterior al año 2000, por ejemplo la urbanización Brisas del Golf y las etapas siguientes como Las Mesetas, Terrazas de Brisas del Golf, Brisas de Occidente, Praderas de San Antonio, Quintas, Quintas de Monticello. 
El noveno corregimiento de San Miguelito debe su nombre a la joven mujer que participó en el Primer Grito de Independencia en la Villa de Los Santos, el 10 de noviembre de 1821, pero cuya veracidad histórica está bajo discusión de varios historiadores panameños.

## Historia
En 1998 el gobierno panameño propuso una nueva división política al distrito de San Miguelito, pero dificultades de todo tipo no permitieron que la propuesta fuese Ley de la República.
En el año 2000 se promulgó la Ley por el cual se modifica la división política del distrito de San Miguelito adicionando cuatro nuevos corregimientos incluido el de Rufina Alfaro.

## Demografía
En este corregimiento habitan 42,742 personas.

## Límites geográficos
1. Con el corregimiento Arnulfo Arias:
Desde el punto donde el río Palomo vierte sus aguas en el río Gran Diablo, aguas arriba, hasta el punto donde la quebrada Las Trancas vierte sus aguas en el río Palomo; se continúa aguas arriba esta quebrada, hasta su nacimiento y desde aquí, en línea recta con dirección Norte, hasta un punto en la cerca del Club de Golf, con coordenadas geográficas 09°04′41.3″N 79°28′38.4″O / 9.078139, -79.477333.
2. Con el corregimiento José Domingo Espinar:
Desde el punto donde la Avenida del Club de Golf se desvía de la Vía Domingo Díaz, se continúa por dicha avenida en dirección al Club de Golf, hasta la intersección con la carretera a Las Trancas. Se continúa por esta carretera en dirección a Las Trancas, hasta la alcantarilla sobre el río Gran Diablo; se continúa por este río aguas abajo, hasta su confluencia con el río Palomo.
3. Con el corregimiento Belisario Frías:
Desde un punto en la cerca del Club de Golf, con coordenadas geográficas 09°04′41.3″N 79°28′38.4″O / 9.078139, -79.477333, se continúa por esta cerca hasta un punto sobre ella, con coordenadas geográficas 09°04′52.0″N 79°28′55.4″O / 9.081111, -79.482056, en la intersección con el camino de arrieros. De aquí, se sigue en línea recta por toda la cerca, hasta el punto con coordenadas geográficas 09°05′06.3″N 79°29′01.1″O / 9.085083, -79.483639 sobre la quebrada Cerro Batea; de este punto, aguas abajo dicha quebrada, hasta su confluencia con el río Las Lajas en el límite con el distrito de Panamá.